# Pere Casas Abarca
Pour les articles homonymes, voir Casas.
Pere Casas Abarca (Barcelone, 24 avril 1879 - 1958) est un peintre, sculpteur et photographe pictorialiste espagnol.

## Collections, archives
- Musée national d'Art de Catalogne